# Turó Galliner
El Turó Galliner és una muntanya de 1.614 metres que es troba al municipi d'Alàs i Cerc, a la comarca de l'Alt Urgell.